# Ильинский сельсовет (Ивановская область)
Ильинский сельсовет — упразднённая в 2005 году административно-территориальная единица в Кинешемском районе Ивановской области Российской Федерации. 
Административный центр — село Ильинское.

## История
Образован в составе Кинешемского уезда Иваново-Вознесенской губернии. 10 июня 1929 года включён в состав Кинешемского района Ивановской промышленной области (с 1936 года — Ивановской области).
18 июня 1954 года укрупнён за счёт присоединения Норского сельсовета.
22 августа 1960 года укрупнён за счёт присоединения Стиберского сельсовета (за исключением территории, отошедшей к Красногорскому сельсовету).
29 декабря 1967 года Стиберский сельсовет был восстановлен.
Упразднён 25 февраля 2005 года путём объединения трёх сельских советов — Красногорского, Ильинского и Стиберского в Ласкарихинское сельское поселение.

## Состав
В скобках приведены:
- даты упразднения
- даты включения
- даты нахождения в сельсовете

- Аннино (22.08.1960-29.12.1967)
- Антипинская
- Бабцыно (22.08.1960-29.12.1967)
- Балахонка (22.08.1960-29.12.1967)
- Беляево (до 09.12.1974)
- Берёзовка
- Блащенское (22.08.1960-29.12.1967)
- Бузинская
- Бутусиха (до 17.02.1972)
- Валы (22.08.1960-29.12.1967)
- Волжская
- Ворониха (до 11.11.1979)
- Выползиха (22.08.1960-29.12.1967)
- Высоково (до 29.10.1993)
- Галкино
- Гарь (22.08.1960-29.12.1967)
- Георгиевское (22.08.1960-29.12.1967)
- Деготница (22.08.1960-29.12.1967)
- Дорожково (Дорожково Большое) (22.08.1960-29.12.1967)
- Дорожково Малое (22.08.1960-26.10.1964)
- Ефремовка (22.08.1960-29.12.1967)
- Захаровка (22.08.1960-29.12.1967)
- Зорино (22.08.1960-29.12.1967)
- Ильинское
- Ильицыно (до 26.10.1964)
- Истрахово (до 24.04.1978)
- Казарино (до 09.12.1974)
- Касимово
- Козлиха
- Козловка (22.08.1960-29.12.1967)
- Крутово (22.08.1960-29.12.1967)
- Ласкариха (22.08.1960-29.12.1967)
- Матвеевская (22.08.1960-29.12.1967)
- Нагиши
- Норское (с 18.06.1954)
- Осиновка (22.08.1960-29.12.1967)
- Панинская
- Пионерский посёлок (до 26.10.1964)
- Саббуки (до 26.10.1964)
- Самарино (до 11.11.1979)
- Сидоровка (22.08.1960-29.12.1967)
- Стиберское (22.08.1960-29.12.1967)
- Урубково (до 26.10.1964)
- Филимоново (22.08.1960-29.12.1967)
- Фомино
- п. Химартели (22.08.1960-17.02.1972)
- Хлепестиха (до 17.07.1997)
- Хмелево
- Черемисино
- Чёрная
- Чёрная Большая (22.08.1960-26.10.1964)
- Чёрная Малая (22.08.1960-26.10.1964)
- Щебыкино (до 26.10.1964)
- Якимово